# Colm Mac Eochaidh
Colm Mac Eochaidh (* 1963 in Dublin) ist ein irischer Jurist. Er ist Richter am Gericht der Europäischen Union.

## Leben und Wirken
Mac Eochaidh studierte Rechtswissenschaften am University College Dublin, wo er 1984 seinen Abschluss machte. 1987 wurde er bei der King’s Inns als Barrister zugelassen und arbeitete fortan zudem als Jurist für europäische Angelegenheiten bei der Law Society of England and Wales und fungierte als deren wie auch der Law Society of Scotland auch bei den Organen der Europäischen Gemeinschaften in Brüssel. 2009 stieg er vom Barrister zum Senior Counsel auf. Daneben unterrichtete er von 1993 bis 1999 als Dozent für Wettbewerbsrecht bei der King´s Inns, später als Dozent an der Chinesischen Universität für Politikwissenschaft und Recht. 2012 wurde er zum Richter am High Court of Ireland ernannt, wo er von 2014 bis 2017 Präsident der für Einwanderung und Asyl zuständigen Kammer war.
Am 8. Juni 2017 wurde Mac Eochaidh zum Richter am Gericht der Europäischen Union ernannt.
Bei den Wahlen zum Dáil Éireann 2002 trat Mac Eochaidh im Wahlbezirk Dublin Süd-Ost erfolglos für Fine Gael an. Außerdem ist er einer der Vizepräsidenten des Irish Centre for European Law.